# Alderamin
Alderamin, também conhecida pela sua designação Bayer Alpha Cephei, é uma estrela na constelação de Cepheus. É  a estrela mais brilhante dessa constelação, com uma magnitude aparente de 2.51. Alderamin é uma estrela de tipo espectral A que está saindo da sequência principal para se tornar uma subgigante. A estrela possui um período de rotação de 246 km/s, completando uma rotação a cada 12 horas. Por causa disso, a estrela é achatada, possuindo um raio equatorial de 2.82 R☉, enquanto o raio polar é 25% menor, de 2.17 R☉. Baseado num paralaxe de 66.5 miliarcosegundos, como medido pelo satélite Hipparcos, a estrela está localizada a 49.05 anos-luz da Terra.